# Associação Caçadorense de Desportos
A Associação Caçadorense de Desportos, anteriormente conhecido como Grêmio Esportivo e Recreativo Kindermann, foi um clube brasileiro de futebol, da cidade de Caçador, no estado de Santa Catarina. Suas cores eram preto e amarelo.

## História
Fundado em 1975 por Salézio Kindermann, no dia 23 de agosto, data de aniversário de seu fundador, com o nome de Grêmio Esportivo e Recreativo Kindermann. Disputou a primeira divisão estadual em 1977 com a nomenclatura de Grêmio Kindermann, terminando na 17ª colocação dentre os vinte clubes.
No dia 15 de janeiro de 1978 o clube muda seu nome para Associação Caçadorense de Desportos e em 1981 paralisa suas atividades, retornando em 1985, com um time amador.
Em 1989 o clube conquista o título da 2ª Divisão do Catarinense e em 1995 a Associação Caçadorense de Desportos com problemas financeiros, encerra suas atividades, dando lugar à Sociedade Esportiva Kindermann.

## Títulos
- Campeonato Catarinense de Futebol - Série B: 1989